# Prosopocera bicornuta
Prosopocera bicornuta là một loài bọ cánh cứng trong họ Cerambycidae.